# TwinBee
TwinBee (ツインビー?) è una serie di videogiochi, principalmente del genere sparatutto a scorrimento verticale, sviluppata da Konami a partire dal 1985. Dalla serie è stato tratto un radiodramma, anime e  manga.
Il nome TwinBee deriva dalla navicella guidata dal protagonista, Light, nel primo titolo della serie, TwinBee.

## Videogiochi della serie
- TwinBee (1985)
- Stinger (1986)
- TwinBee 3: Poko Poko Daimaō (1989)
- TwinBee Da!! (1990)
- Bells & Whistles (1991)
- Pop'n TwinBee (1993)
- TwinBee: Rainbow Bell Adventure (1993)
- TwinBee Taisen Puzzle-Dama (1994)
- TwinBee Yahho! (1995)
- TwinBee PARADISE in Donburishima (1998)
- TwinBee RPG (1998)
- Pastel Jan (2002)
- Konami Suzume 〜 TwinBee Taisen-ban 〜 (2003)
- TwinBee Dungeon (2004)
- TwinBee JG (2007)
- Line GoGo! TwinBee (2013)

### Altre apparizioni
I personaggi della serie TwinBee compaiono in altri videogiochi quali Konami Wai Wai World, oltre che nella serie Parodius.